# Музика Косова

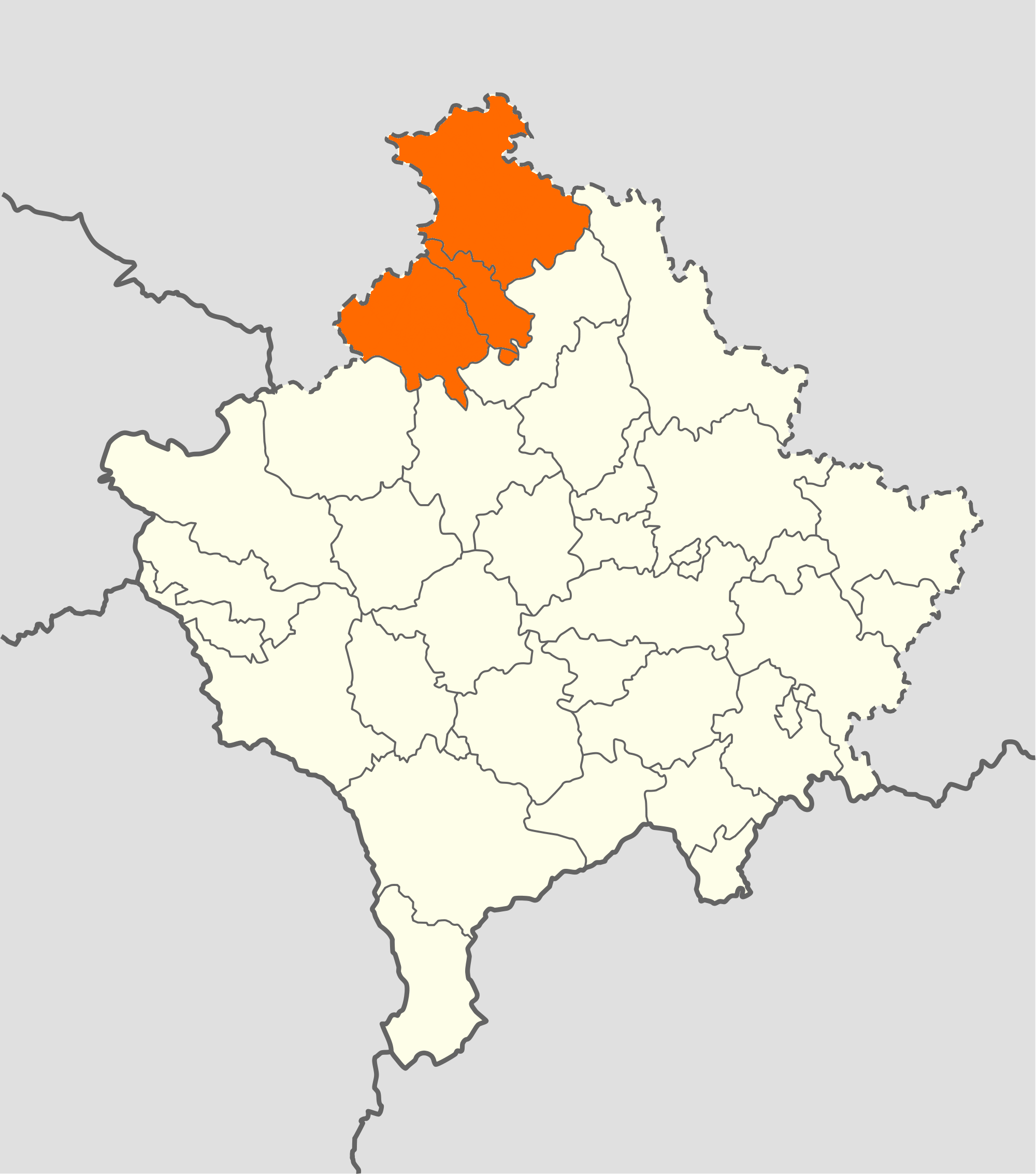
Сучасна Республіка Косово (виділено населене переважно сербами Північне Косово, яке не контролюється владою республіки)

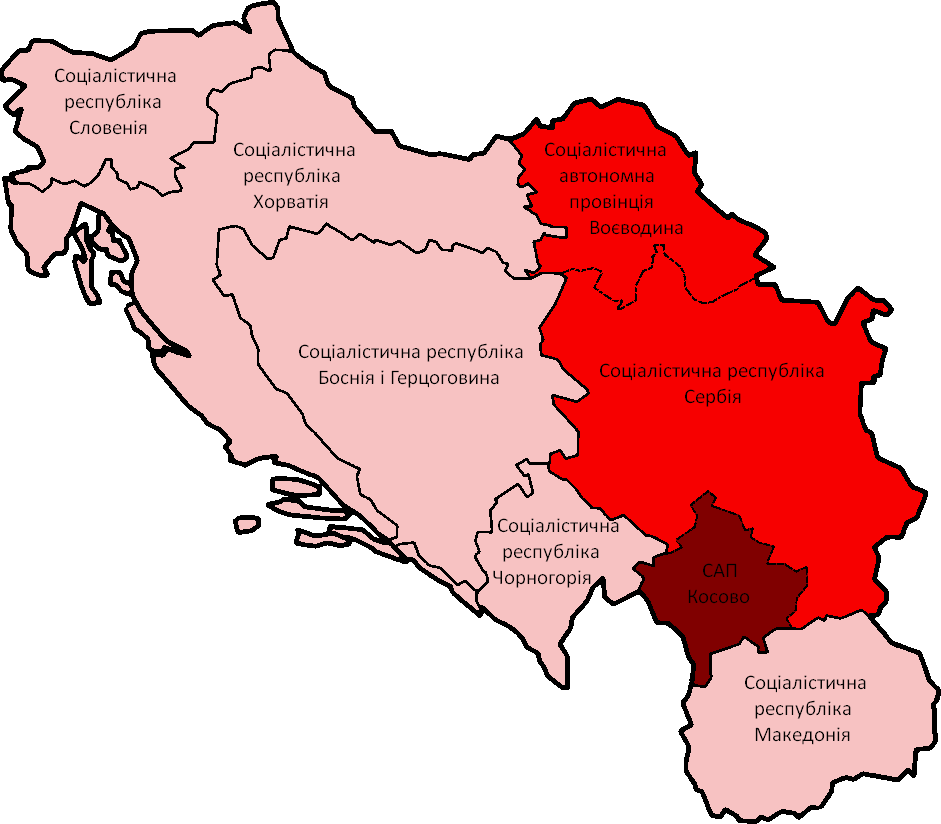
Косово під югославською окупацією

Музика Косова — частина європейської культури, що стосується музики населення Косова, у якій визначальну роль відіграє музика косовських албанців, що складають абсолютну більшість, в умовах незначної частки впливу музики дрібних національних меншин частково визнаної Республіки Косово.
Протягом всієї своєї історії музика косоварів правила за важливий культурний чинник, становлячи значну частину косовської національної ідентичності та беручи собі за мистецьку основу давню і традиційну народну музику (що вирізняється албанською інструментальністю), рапсодії, класичну музику і західну культуру.
Хоча на косовському музичному ринку панує популярна музика, класика і фольк залишаються актуальними, при цьому багато сучасних косовських музикантів часто-густо беруться за відновлення традицій, придушених за часів перебування під югославською окупацією. Між тим, провідною музичною тенденцією Косова є орієнтація на західну музику, а до основних популярних жанрів належать поп, рок, гіп-гоп, електронна музика, джаз тощо.

## Народна музика
У минулому епічна поезія в Косові та північній Албанії співали на лагуті (однострунній скрипці), а потім використовувалася більш мелодійна «чіфтелія» (алб. çiftelia), яка має дві струни: одну — для мелодії і одну — для рокоту. Дослідження з культурної антропології засвідчили стародавність цієї традиції і той факт, що вона розвивалася рівнобіжно з іншою традиційною музикою на Балканах. Водночас різні археологи виявили знахідки, датовані V століттям до нашої ери, такі як картини на камені, що зображують музикантів з інструментами, зокрема портрет «Пані», що тримає аерофон, подібний до флейти.

## Традиційна музика

### Албанська музика
Характеризується використанням автентичного албанського інструменту «чіфтелі» (алб. çiftelia), мандоліни, мандоли та ударних. Найвідоміші албанські рок-гурти: «Gjurmët», «Diadema», «Jericho», «Offchestra», «Toxin», «Purgatory», «Minatori», «Trix», «Rock Gjinis», «Troja», «Votra», «Humus», «Asgjë Sikur Dielli», «Gillespie», «Kthjellu», «Cute Babulja», «Babilon», «Bloody Foreigners» тощо. Визначний музикант у стилі джазу та електронної музики — Ілір Байрі.
Серед найпопулярніших комерційних співаків нинішнього Косова Ледрі Вула, Ріта Ора, Ера Істрефі, Дуа Ліпа, Орхідея Латіфі «Кіда», Дхурата Дора, Нора Істрефі, Майк (репер), Гента Ісмайлі, Рона Нішліу, Ведат Адемі і Аделіна Ісмайлі.
Представник фольклорної музики з Косово — фольклорна група Шота, музична група «Agimi» та багато інших колективів.

### Музика сербської меншини
Сербська музика в Косові займає невелику нішу як музика нацменшини і являє собою суміш традиційної музики (яка є частиною ширшої балканської традиції) з її власним відмітним звучанням та різними турецькими впливами. Сербські пісні з Косова стали джерелом натхнення для 12-го пісенного вінка «серб. Руковет» авторства композитора Стевана Мокраняця. Більшість сербської музики з Косова складає церковна музика за деякої частки співаної епічної поезії. Ця національна меншина Косова також використовує сербський національний однострунний інструмент гусле.

## Рок-музика
Незважаючи на те, що рок-музика в Косово завжди була орієнтована на Захід, вплив Югославії також до певної міри позначився на ній, але виявився короткочасним. Один із перших популярних албанських рок-гуртів, який утворився 1964 року у Приштині, називався «Blue Star» (Синя зірка), бувши згодом перейменованим на «Modestët». У Митровиці на початку 70-х років ХХ ст. рок-музику творили як етнічно албанські, так і сербські гурти, хоча кожна з цих двох етнічних груп мала свою окрему аудиторію і виконувала пісні своєю власною мовою. Винятками могли слугувати такі біетнічні гурти, як «MAK» до якого входили і албанські, і сербські музиканти, та «FAN», але така міжетнічна співпраця в рамках цих проектів тривала недовго.
Протягом 1980-х років Приштина була найважливішим осереддям албанської рок-музики. Серед фаворитів був гурт «Gjurmët», заснований 1981 р. Поєднуючи рок із «muzikë qytetare» він заклав підвалини албанського року. Іншими відомими колективами, сформованими в цей період, були «Ilirët», «403», «Telex», «Seleksioni 039», «Minatori» та «Menkis». З іншого боку, музичний андеграунд більш тяжів до панку. Найвідомішою андеграундною рок-панк-групою Приштини 1980-х рр. була «Lindja» з її провідним музикантом Луаном Османі (лідер-гітара). Початок 90-х років породив інші рок-гурти та окремих виконавців, які грали здебільшого в Косові: «Troja», Dardan Shkreli, «Blla blla blla» та «Elita 5» (із Македонії).
Під час паралельного врядування (1989-1999 рр.) та після війни в Косові в 1999 р. виникло кілька нових косовсько-албанських груп, серед яких найвідоміші: «Diadema», «KEK» (Kreativ e jo Komercial «творчий і некомерційний»), «7me7», «The Hithat», «Cute Babulja», «Por-no», «Gre3n», «Retrovizorja».
Після 2004 року з'явилося чимало альтернативних рок-гуртів, що сформували нову хвилю. Багато колективів утворювалися, розпадалися і створювалися повторно. Це такі команди, як «Votra», «Gillespie», «The Bloody Foreigners» і «Gre3n» (перестала існувати 2008 року), а також «Glasses», «Dizzies» (деякі з учасників перейшли з «Gillespie»), «The Freelancers», де більшість дебютувала у 2009 році.

## Музика за кордоном

### Музиканти
Сучасні поп-зірки Ріта Ора і Дуа Ліпа, які дістали за свою музику міжнародне визнання, є етнічними албанками з Приштини. Крім того, потужно заявила про себе Ера Істрефі, яка своєю піснею «BonBon» зробила міжнародний прорив, а твір звучав у хіт-парадах по всьому світу. Іншими широко відомими музикантами є володарі престижних музичних премій Ardita Statovci та Petrit Çeku.